# جون كيرلي
جون كيرلي (بالإنجليزية: John Curley) هو ناشر أمريكي، ولد في 31 ديسمبر 1938 في إيستون (بنسيلفانيا) في الولايات المتحدة.